# 君島誉幸
君島 誉幸（きみじま たかゆき、1965年3月19日 - ）は、日本の元皮膚科医師、実業家。 旧姓名は、佐藤 明→君島 明（きみじま あきら）。

## 人物
服飾デザイナーだった君島一郎の愛人、佐藤恭子の婚外子である。出生時の名は佐藤明。佐藤姓であった母親が、君島一郎の母と養子縁組して君島姓となった。
1995年、女優・吉川十和子との結婚発表当時は君島明と名乗っていたが、君島家騒動の頃に戸籍名を君島誉幸に改めた。
医師免許を所有しており、妻との結婚前は皮膚科医をしていた。

## 親族
- 君島一郎 （父）君島ブランド創始者
- 君島由希子（一郎の正妻）君島ブランド創始者
- 君島立洋（一郎と由希子の息子）
- 君島恭子（一郎の母と養子縁組した実母。旧姓佐藤）
- 婚姻前の婚外子[1]
- 君島十和子（妻。旧姓吉川）元女優・実業家
- 君島憂樹（娘）元宝塚歌劇団月組娘役